# Kyrkogårdsö, Kökar

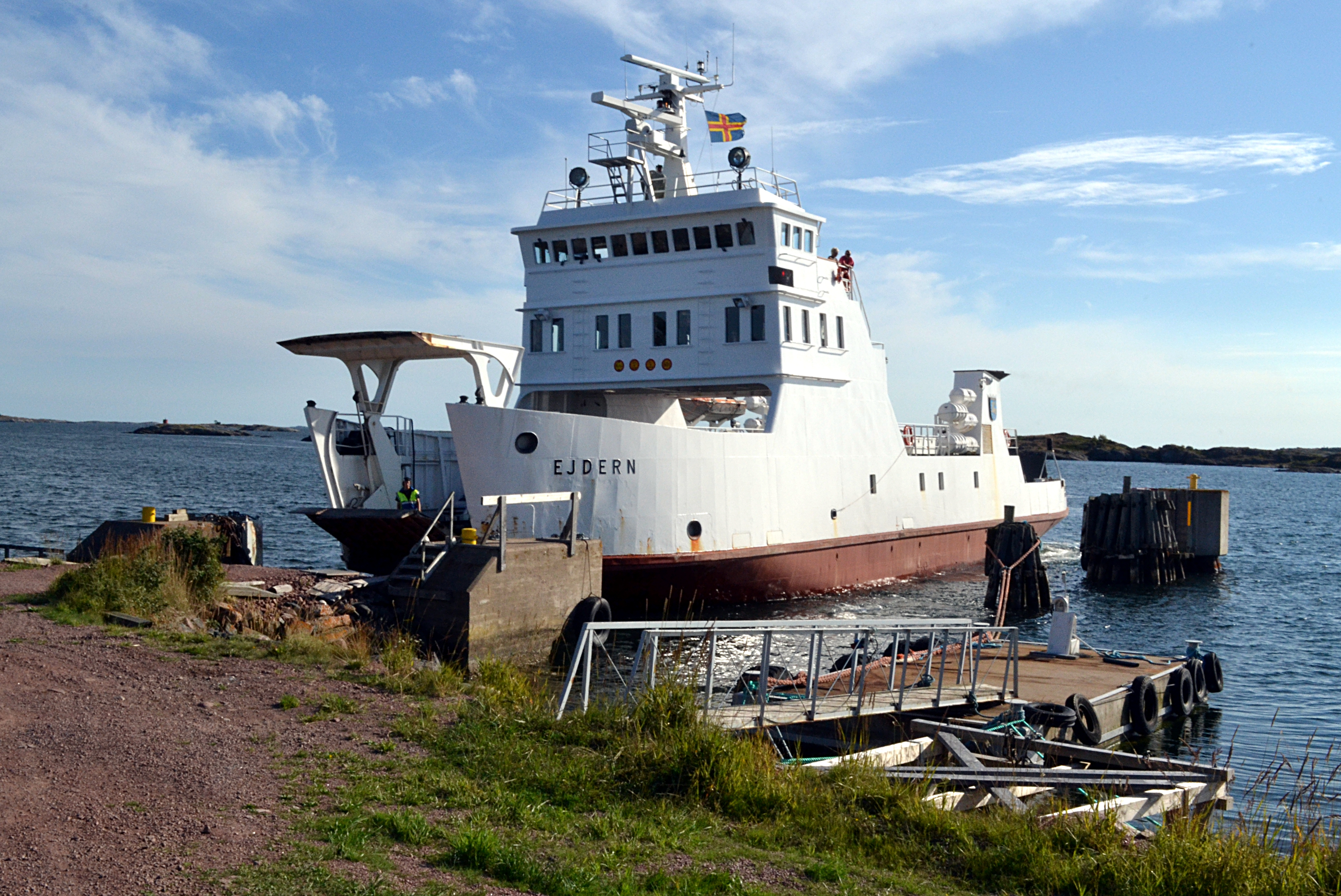
MS Ejdern vid kyrkogårdsö

Kyrkogårdsö är en ö i nordvästra delen av Kökar kommun på Åland. På ön finns tre gårdar och befolkningen är 4 personer (2020) men flera som har stugor återkommer under sommarhalvåret. På en av gårdarna bedrivs hotellverksamhet inriktad på grupper. Ön är en gammal begravningsplats, därav namnet.  
Det finns en liten hamn nära gårdarna och ett färjeläge på södra delen av ön. Kyrkogårdsö har färjeförbindelse med skärgårdsfärjornas södra linje Långnäs–Galtby.

## Befolkningsutveckling
| Befolkningsutvecklingen i Kyrkogårdsö 2010–2015 | Befolkningsutvecklingen i Kyrkogårdsö 2010–2015 | Befolkningsutvecklingen i Kyrkogårdsö 2010–2015 | Befolkningsutvecklingen i Kyrkogårdsö 2010–2015 | Befolkningsutvecklingen i Kyrkogårdsö 2010–2015 |
| ----------------------------------------------- | ----------------------------------------------- | ----------------------------------------------- | ----------------------------------------------- | ----------------------------------------------- |
|                                                 |                                                 |                                                 |                                                 |                                                 |
| År                                              |                                                 |                                                 | Folkmängd                                       |                                                 |
| 2000                                            | 2000                                            |                                                 | 3                                               |                                                 |
| 2005                                            | 2005                                            |                                                 | 10                                              |                                                 |
| 2010                                            | 2010                                            |                                                 | 10                                              |                                                 |
| 2015                                            | 2015                                            |                                                 | 7                                               |                                                 |